# Terry Yorath
Terence Charles Yorath, detto Terry (Cardiff, 27 marzo 1950), è un ex calciatore e allenatore di calcio gallese, di ruolo centrocampista.

## Carriera

### Giocatore

#### Club
Dopo una breve trafila nelle giovanili del Leeds Utd, inizia la sua carriera da professionista nel 1967, all'età di diciassette anni, sempre negli Whites, dove gioca fino al 1976. Dal 1976 al 1979 è nelle file del Coventry City. Dal 1979 al 1981 gioca nel Tottenham, squadra di campioni del mondo quali Osvaldo Ardiles e Ricardo Villa. Nella stagione 1981-1982 fa un'esperienza in terra canadese, trovando un accordo con i Vancouver Whitecaps. A fine torneo rientra in Inghilterra, assoldato dal Bradford City. L'ultimo passo della sua carriera è (per la prima volta) in patria, nel 1986, con 1 presenza di passerella nello Swansea City. Pochi giorni prima del campionato del mondo 1986 si ritira, ormai trentaseienne.

#### Nazionale
Esordisce in nazionale gallese a diciannove anni contro l'Italia, nel 1969. Totalizza complessivamente 69 presenze segnando 2 reti.

### Allenatore
Finito di giocare, è divenuto allenatore, esercitando in diverse squadre, fra cui le nazionali di Galles (1988-1993) e Libano (1995-1997). Nella stagione 2008-2009 ha seguito il club inglese del Margate, da cui ha rassegnato le dimissioni a settembre 2009, cedendo il passo a un'altra gloria del calcio gallese, Neville Southall.

## Palmarès

### Giocatore

#### Club

##### Competizioni nazionali
- Coppa di Lega inglese: 1

Leeds Utd: 1967-1968
- Campionato inglese: 2

Leeds Utd: 1968-1969, 1973-1974
- Charity Shield: 1

Leeds Utd: 1969
- Coppa d'Inghilterra: 2

Leeds Utd: 1971-1972
Tottenham: 1980-1981

##### Competizioni internazionali
- Coppa delle Fiere: 2

Leeds Utd: 1967-1968, 1970-1971